# البغدادي المحمودي
البغدادي علي المحمودي (مواليد 1945) أمين اللجنة الشعبية العامة (رئيس الوزراء) في ليبيا منذ 5 مارس 2006 إلى 20 أغسطس 2011 خلفا لشكري غانم.

## حياتة العلمية
المحمودي متحصل على شهادة في الطب تخصص أمراض النساء والولادة، شغل منصب أمين اللجنة الشعبية العامة (رئيس الوزراء) منذ 5 مارس 2006. قبلها كان أمين مساعد للجنة الشعبية العامة (نائبا لشكري غانم) منذ 2003 حين كان الأخير رئيسا للوزراء.

## حياته المهنية
- أمين اللجنة الشعبية العامة للصحة والضمان الاجتماعي في 1992.[3]
- أمين مساعد لمؤتمر الشعب العام لشؤون اللجان الشعبية (1997 - 2000)
- أمين مساعد لشؤون الخدمات باللجنة الشعبية العامة (مارس 2000 - سبتمبر 2000).[4]
- أمين مساعد لشؤون الإنتاج باللجنة الشعبية العامة (ستة أشهر).[3][3]

## الحياة السياسية
فر إلى تونس في أغسطس 2011 (بعد حوالي ستة أشهر من قيام ثورة 17 فبراير)، فألقت السلطات التونسية القبض عليه بتهمة الدخول إلى البلد بطريقة غير شرعية، ثم أفرجت عنه محكمة تونسية يوم 27 أكتوبر 2011. ثم أعادت السلطات التونسية توقيفه وسلمته للحكومة الليبية في 24 يونيو 2012.
احتج رئيس الجمهورية التونسية المنصف المرزوقي على التسليم الذي لم يتم إعلامه به واستشارته حوله، وصفاً قرار تسليم البغدادي المحمودي لسلطات بلاده بـ غير الشرعي، وقدم مستشار رئاسة الجمهورية المكلف بالإعلام أيوب المسعودي استقالته بسبب ذلك.
في 28 يوليو 2015 قضت محكمة استئناف العاصمة الليبيَّة طرابُلس الغرب بِحكم إعدام رئيس الوزراء البغدادي المحمودي رميًا بالرصاص وحكم مماثل بِإعدام رئيس مُخابرات نظام القذافي عبد الله السنوسي ونجل القذافي سيف الإسلام القذافي.
في 20 يوليو 2019 أفرجت عنه حكومة الوفاق لدواع صحية.